# Jafar ben Yahya
Jafar ben Yahya Barmaki (en arabe جعفر بن یحیی برمکی / Ǧaʿfar ben Yaḥyā Barmaky) (767-803) était le fils du vizir persan (Yahya ben Khalid) du calife abbasside arabe Hâroun ar-Rachîd, dont il hérita cette position. Il fut un membre de la famille influente des Barmécides, autrefois Bouddhistes dirigeants du monastère Nava Vihara (en).
Il fut décapité en 803 pour corruption et détournement de fonds publics selon la plupart des historiens mais une liaison supposée avec la sœur de Hâroun, Abassa (en) est aussi une des raisons possibles.
Il eut une réputation de mécène des sciences, et fit beaucoup pour introduire la science grecque à Bagdad, attirant des savants de l’académie de Gundishapur voisine pour aider à traduire des œuvres grecques en arabe. Il fut également crédité d’avoir convaincu le calife d’ouvrir une papeterie à Bagdad — le secret de la fabrication du papier avait été révélé par des artisans chinois faits prisonniers à la bataille de Talas en 751.

## Évocations artistiques
Jafar apparaît, sous le nom de « Giafar » ou de « Ja'afar », dans la plupart des traductions, au côté de Hâroun dans plusieurs contes des Mille et Une nuits. L'adaptation filmée Aladdin (1992) des studios Disney représente un méchant vizir et sorcier appelé « Jafar », qui est une combinaison du vizir (non nommé) et du magicien du conte originel Aladin ou la Lampe merveilleuse (qui ne fait originellement pas partie des Mille et Une nuits). Le nom de Jafar est également utilisé dans le jeu vidéo Prince of Persia. Comme dans Aladdin, il y est à la fois vizir et sorcier. De plus, dans le manga MAGI: The Labyrinth of Magic, on retrouve un personnage au nom de Jafar qui joue aussi le rôle de vizir. Dans l'histoire, toutefois, Jafar est de base un assassin.